# Мараков, Григорий Николаевич
Григорий Николаевич Мараков (1 января 1916, с. Никольское, Гжатский уезд, Смоленская губерния, Российская империя — 1998, Москва, Российская Федерация) — советский партийный и государственный деятель, министр промышленности строительных материалов РСФСР (1972—1979).

## Биография
Родился в крестьянской семье. Окончил школу фабрично-заводского ученичества. В 1956 г. окончил заочное отделение Московского института инженеров городского строительства.
С 1931 г. — разметчик на московском завод «Стальмост», заведующий бюро рабочего изобретательства.
В 1939 г. был призван в РККА. В годы Великой Отечественной войны активно занимался комсомольской работой. Являлся инструктором Калининского районного комитета ВКП(б) в Москве.
- 1943—1948 гг. — первый секретарь Калининского районного комитета ВКП(б), заведующий военным отделом Московского городского комитета ВКП(б),
- 1948—1956 гг. — заместитель управляющего трестом «Мосжилгосстрой», заместитель начальника строительного управления No 1 Главмосстроя при Мосгорисполкоме,
- 1956—1972 гг. — заместитель заведующего, заведующий отделом строительства, строительных материалов и городского хозяйства Московского областного комитета КПСС, заместитель председателя исполкома Московского областного Совета депутатов трудящихся, начальником Главного управления промышленности строительных материалов и строительных деталей Министерства строительства РСФСР,
- 1972—1979 гг. — министр промышленности строительных материалов РСФСР.

Депутат Верховного Совета РСФСР 9-го созыва от Воркутинского избирательного округа No 829.

## Награды и звания
Награжден орденами Октябрьской Революции, Трудового Красного Знамени, «Знак Почета».
Ему присвоено звание «Заслуженный строитель РСФСР», лауреат Премии Совета Министров СССР.